# Bhola
Bhola este un oraș din Bangladesh.